# Caleta Olivares
Caleta Olivares es una localidad que integra del municipio comodorense del departamento Escalante, en la provincia del Chubut. Está localizada en la «Zona Norte» del aglomerado de Comodoro Rivadavia, perteneciendo al municipio homónimo. Por su distancia es un componente que se integró a dicho aglomerado en décadas recientes. Posee un tratamiento de localidad, según el INDEC, por hallarse a 17 km al noreste del centro de la ciudad de Comodoro Rivadavia.
En sus proximidades se halla el Faro San Jorge, que con su elevación es fácilmente visible desde cualquier punto. Su caleta es un atracadero del golfo San Jorge, con un muelle de 57 m de largo y 10 m de ancho que se conecta con la costa a través de un viaducto. La profundidad va de 10 a 16 pies y los buques pueden entrar y salir del área sin necesidad de remolque, siempre que se trate de embarcaciones de poco porte. Posee 4 boyas de anclaje y una de posicionamiento. La profundidad es de 9 metros al cero local. La propiedad es de la empresa TERMAP S.A. desde donde se efectúan las cargas de petróleo crudo con destinos a las refinerías del Norte del país o bien se exporta el 50% a otros países. El movimiento de carga anual por dicha monoboya es de aproximadamente 5.500.000 m³. Prefectura Naval Argentina autoriza dar amarre seguro a buques de hasta 160.000 toneladas anuales.
El muelle fue crucial en el desastre de fines de 2007, cuando por error de una embarcación derramó petróleo que causó un gran desastre natural en estas playas, especialmente para Caleta Córdova.
Contaba en el pasado con un muelle de madera para atraque de lanchas y embarcaciones livianas. Sin embargo, la acción de las marejadas y el abandono del lugar solo dejó restos apenas perceptibles.

## Población

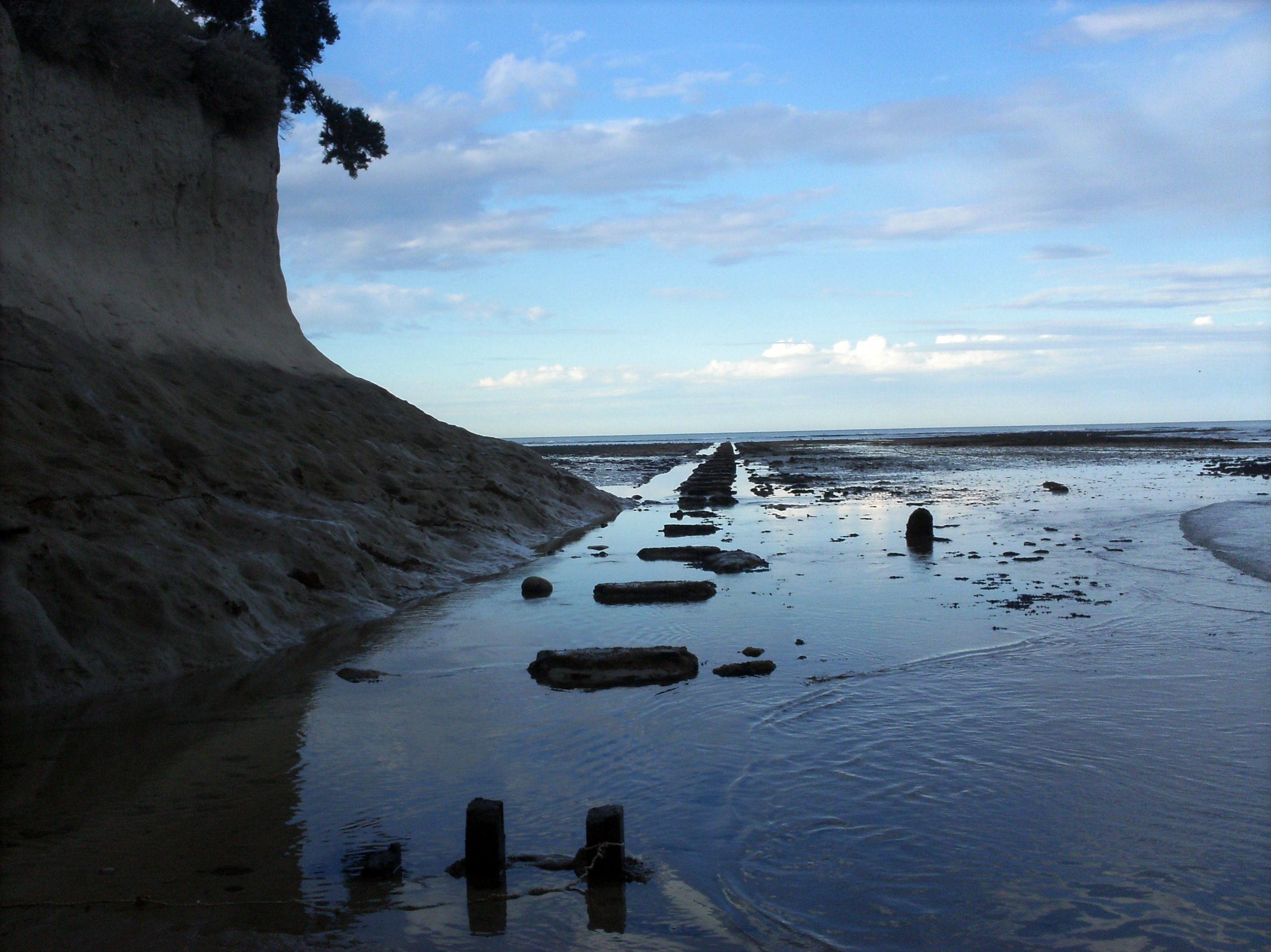
Ruinas en la playa.

Contó con 7 habitantes (Indec, 2010), e integra el aglomerado urbano de Comodoro Rivadavia - Rada Tilly. Cuenta con dos sectores diferenciados, uno en el interior frente al faro con chacras productoras de alimentos y otro más reducido frente a la costa. La escasa población registrada en 2010 indican que es el "barrio-localidad" con menos población de zona norte de Comodoro Rivadavia.
Muy cercano al faro, junto a la ruta provincial 1, se implantó un nuevo núcleo ilegal de población. El mismo está compuesto por 120 familias que ocuparon una franja de tierras fiscales municipales y otras 40 que usurparon un área privada de la Compañía Argentina Asociada. Esta franja privada está bajo acción judicial por los canales de los que dispone por ley a la justicia, con intimaciones a desalojar. Mientras que las restantes tratan de llegar a un acuerdo para regularizar ante el municipio su situación.Desde los últimos años la municipalidad viene intentando que el asentamiento ilegal no crezca más. De este modo, se pudo evitar nuevas tomas en el último año. El asentamiento tiene en su mayoría casas precarias de chapas y no cuenta con servicios, mensura y agua potable. Siendo una promesa constante de la municipalidad dar los servicios y la titularidad de la tierra.
Otros de las nuevas zonas nació en el área entre el faro y la costa. El nuevo espacio hoy es eje de controversia, ya que un loteo llamado Chacras del Faro está en proceso de construcción. El loteo promete 140 lotes entre 1000 y 5000 m2 con sectores residenciales y comerciales. Avenidas, calles y sectores comunes iluminadas con tecnología led. Además, contiene espacios comunes con amenities, aeródromo, club house, gym, piscina, sauna, caballerizas, quincho y parrilla. El emprendimiento, según sus propietarios, cuenta con estudio de impacto ambiental y las habilitaciones de la municipalidad de Comodoro Rivadavia y de la Administración Nacional de Aviación Civil para su desarrollo.
El emprendimiento urbano habría cercano  la zona vecina al faro hasta el Farallón, finalizando en playa La Compresora de Km 8. Este hecho impide el libre paso de los vecinos por todo ese sector costero, con el agravante que no se obedeció la ley de retiro sobre las costas. Hasta octubre de 2022 el cerco llega a dar con una parte de la playa donde llega la marea alta.
Actualmente, pescadores artesanales dedicados a la recolección de mariscos y pesca reclaman el acceso a la playa del faro, playa que consideran una de las 2 playas privadas con acceso restringido en todo Comodoro.

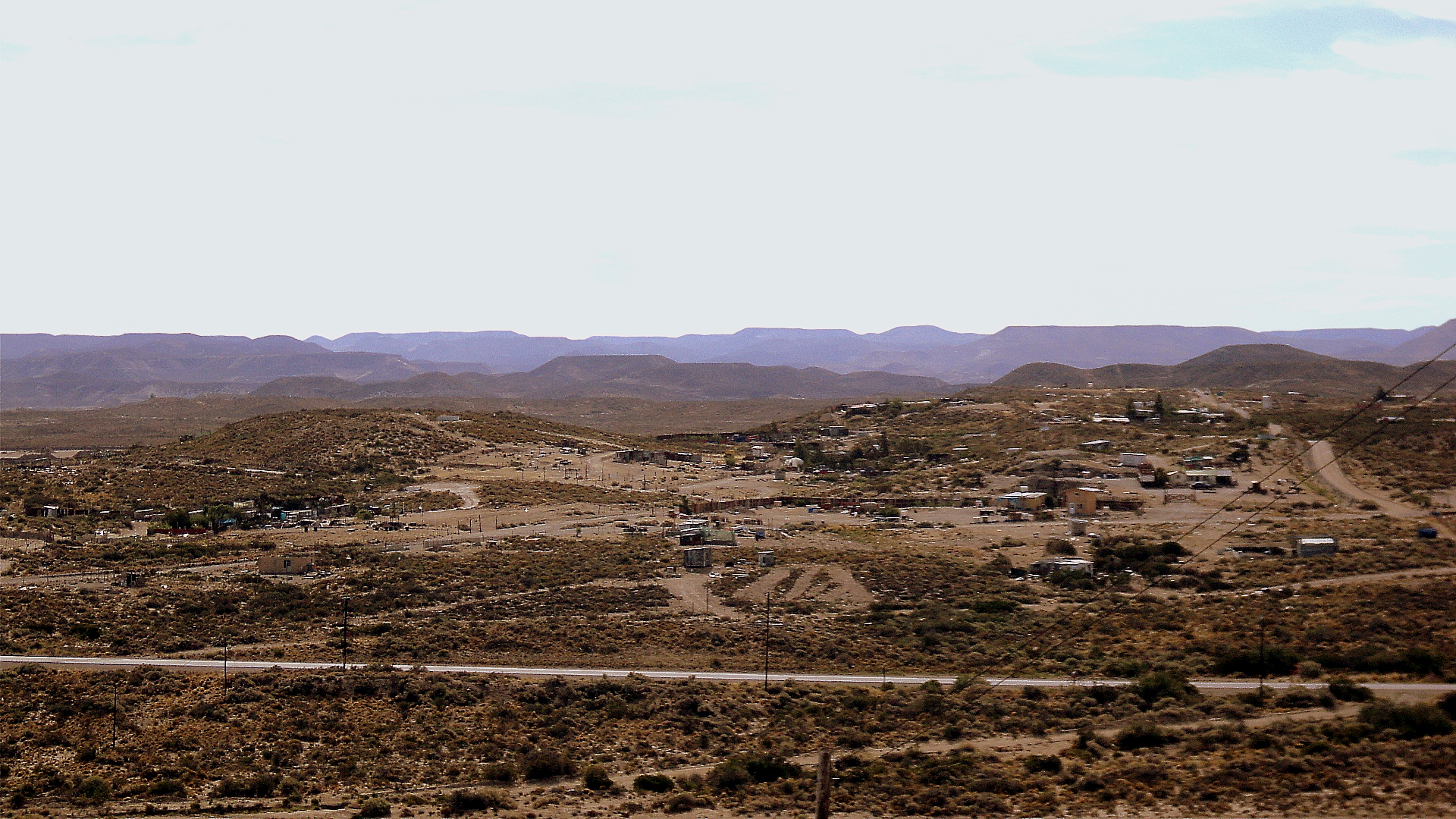
Toma de tierras en el sector hoy conocido como "El Faro". Estas tomas repoblaron y forestaron sectores vecinos al barrio

| Gráfica de evolución demográfica de Caleta Olivares entre 2001 y 2010 |
|                                                                       |
| Fuente: Censos nacionales del INDEC                                   |

## Galería

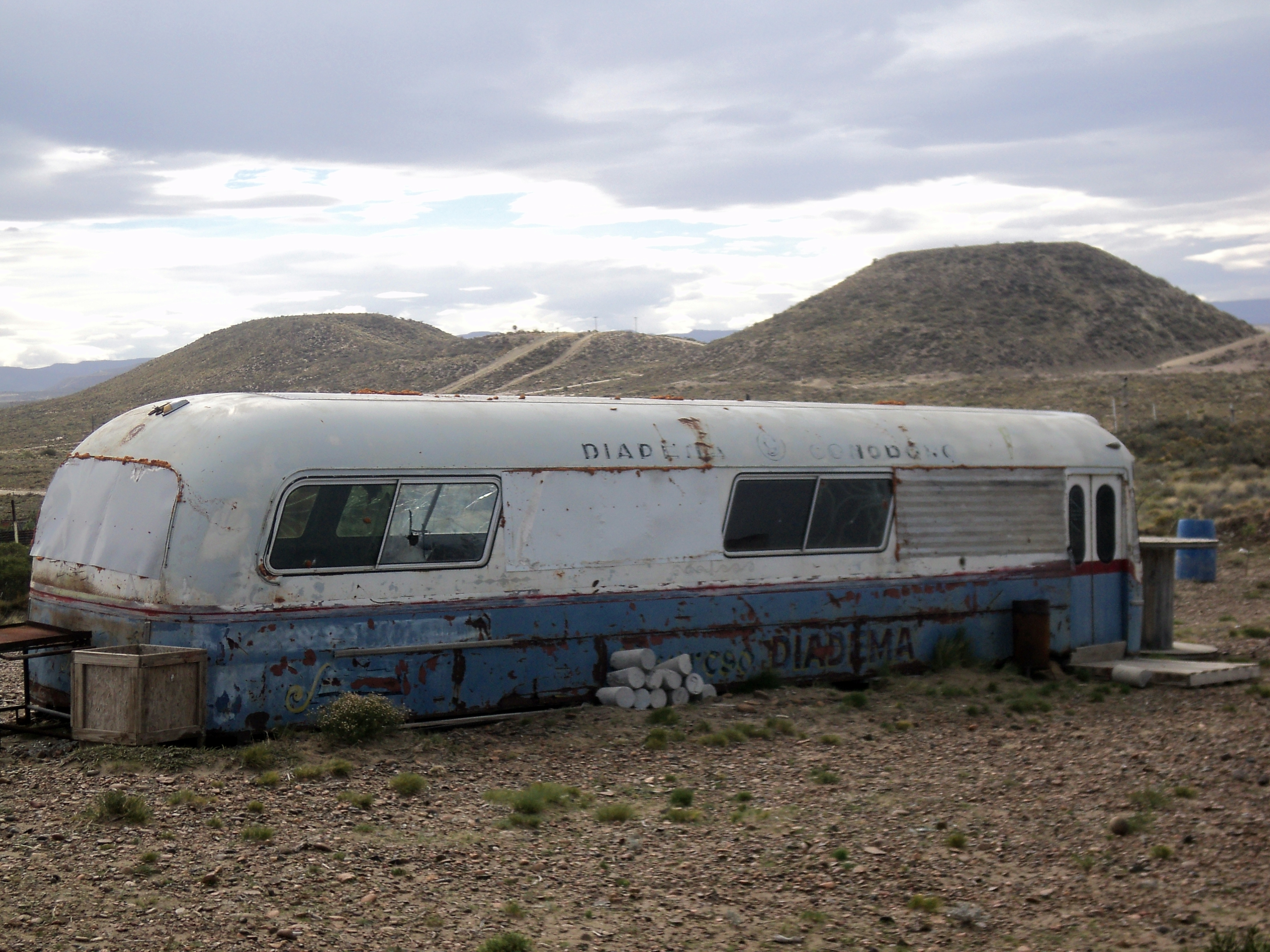
Restos de colectivo que unía Diadema con Comodoro. Nótese la geografía accidentada del barrio.
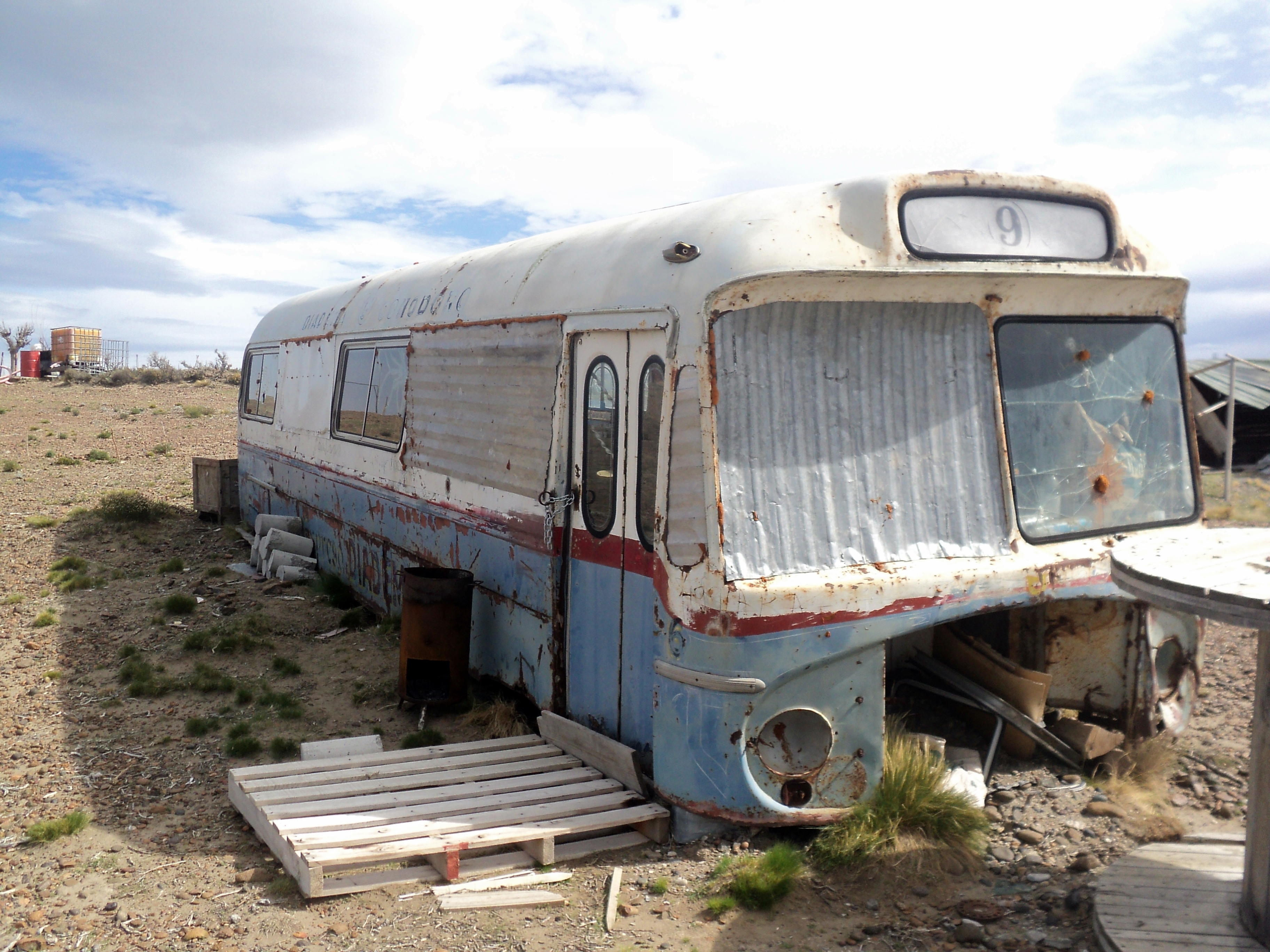
Vista frontal de un antiguo colectivo que es usado como vivienda en el asentamiento ilegal.
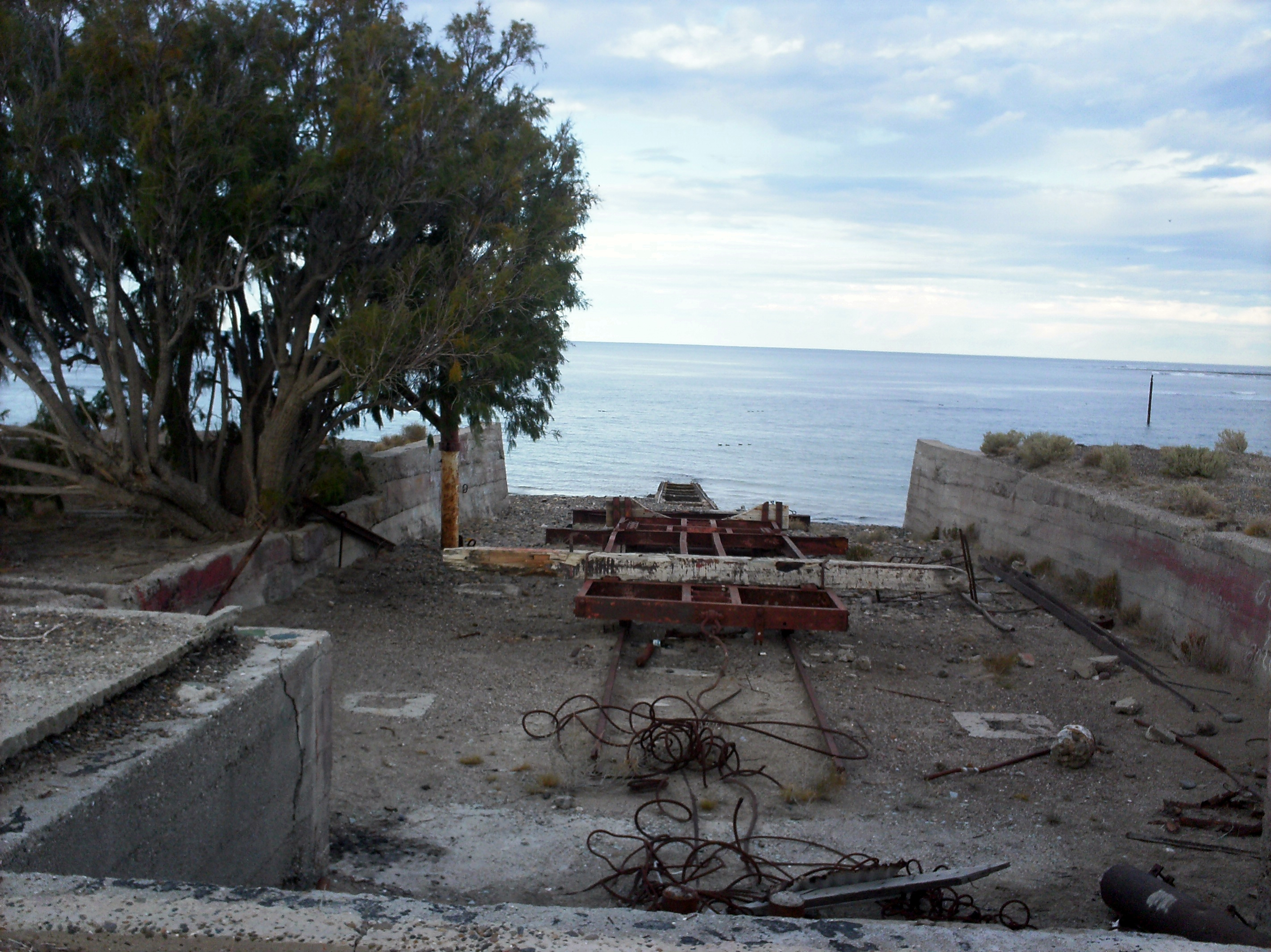
Antiguo embarcadero para navíos livianos, hoy está conservado en su mayoría.